# ریزسبزی‌ها

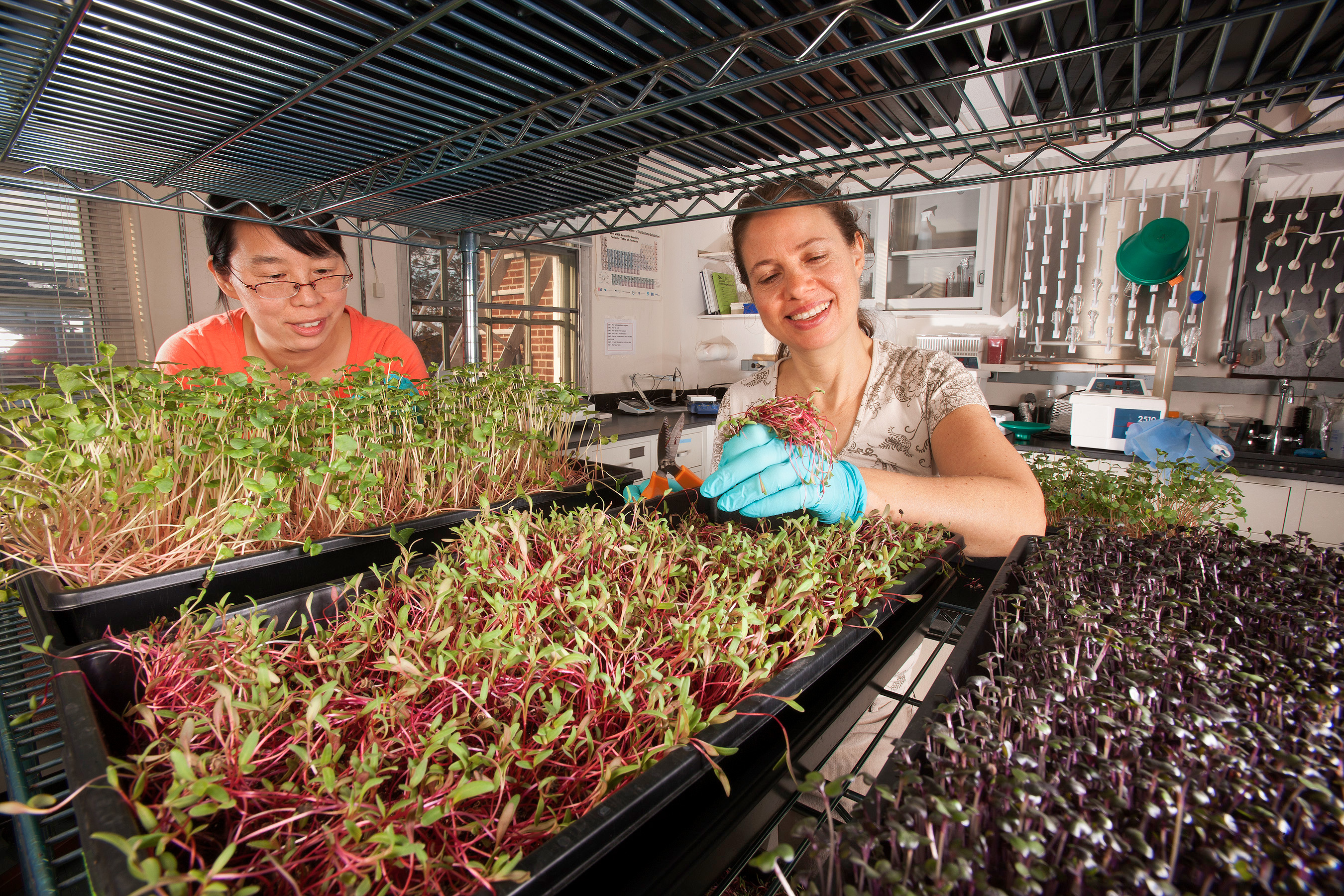
کاردان‌هایی که گونه‌های مختلف ریزسبزی‌ها را برای مطالعات ماندگاری و برای تجزیه و تحلیل مواد مغذی گردآوری می‌کنند.

ریزسبزی‌ها (به انگلیسی: Microgreen) سبزی‌هایی هستند که درست پس از رشد برگ لپه (و احتمالاً با یک دسته برگ واقعی) برداشت می‌شوند (نباید آنها را با جوانه‌ها اشتباه گرفت). ریزسبزی را به عنوان مخلفات، بهبوددهندهٔ شکل و ظاهر غذا، طعم‌دهنده و غنی‌کننده بافت غذا به کار می‌برند. ریزسبزی‌ها می‌توانند طعم شیرینی یا طعم ادویه را به غذا بیفزایند.
ریزسبزی‌ها نسبت به «بچه سبزی‌ها» (مثل خیارچه یا گوجه فرنگی گیلاسی) کوچکتر هستند زیرا خیلی زود پس از جوانه زدن مصرف می‌شوند، تا این که منتظر بمانیم گیاه بالغ شده و پس از آن مصرف شوند. در حال حاضر معمولاً می‌توان آن‌ها را در خواربارفروشی‌هایی که کالاهای گران‌قیمت‌تر را می‌فروشند آنها را یافت و معمولاً به آنها به عنوان سبزیجات خاص درنظر گرفته می‌شوند که برای تزیین سالاد، سوپ، ساندویچ و بشقاب مناسب است.
سبزیجات جوان خوراکی از انواع مختلف، گیاهان معطر و دیگر گیاهان برای تولید ریزسبزی‌ها به کار گرفته می‌شوند. اندازه آنها از ۲٫۵ تا ۷٫۶ سانتیمتر متفاوت است که شامل ساقه و برگها نیز می‌شود. در هنگام برداشت ساقه دقیقاً بالای خط خاک بریده می‌شود. ریزسبزی‌ها برگهای لپه کاملاً تکامل یافته و معمولاً یک دسته برگ واقعی بسیار کوچک و تا حدی تکامل یافته دارند.

## تاریخ
از اوایل دهه ۱۹۸۰ میلادی، ریزسبزی‌ها را در فهرست غذاخوری‌های سانفرانسیسکو می‌توان دید. در جنوب کالیفرنیا، ریزسبزی‌ها از حدود اواسط دهه ۹۰ کاشته شده‌اند. در ابتدا تنها چند گونه ارائه می‌شد. مواردی مانند: منداب راکتی، ریحان، چغندر، کلم پیچ، گشنیز، و یک مخلوط رنگارنگ از انواع مختلف که به آن «مخلوط رنگین‌کمان» گفته می‌شد. ریزسبزی‌ها از کالیفرنیا به سمت شرق گسترش یافته و هم‌اکنون با افزایش تعداد گونه‌ها، در بیشتر مناطق ایالات متحده کاشت می‌شوند. امروزه صنعت ریز سبزها در ایالات متحده متشکل از شرکت‌های مختلف تولید بذر و کشاورزان است.

## فرم
میکروسبزها دارای سه قسمت اساسی هستند: ساقه مرکزی، برگ یا برگ لپه، و به‌طور معمول، اولین جفت برگ واقعی بسیار جوان است. اندازه آنها بسته به نوع خاص رشد کرده متفاوت است، و اندازه معمول آن ۱ تا ۱٫۵ اینچ (۲۵ تا ۳۸ میلیمتر) در طول کل. هنگامی که گیاه فراتر از این اندازه رشد می‌کند، دیگر نباید آن را یک میکروسبز دانست. به اندازه‌های بزرگتر، سبزه ریز گفته می‌شود. زمان متوسط محصول برای میکروسبزهای دارای رشد سریع، مانند بسیاری از برنج‌ها، از زمان کاشت تا برداشت ۱۰ تا ۱۴ روز است.
میکروسبزهایی مانند چغندر، خرده چوب و بسیاری از گیاهان که رشد کندتری دارند برای رسیدن به اندازه قابل برداشت ممکن است ۱۶–۲۵ روز طول بکشد. سبزی کودک و میکروسبز هیچ‌کدام تعریف قانونی ندارند. اصطلاحات «سبزی کودک» و «میکروسبز» اصطلاحات بازاریابی است که برای توصیف دسته‌های مربوطه استفاده می‌شود. جوانه‌ها بذرهای جوانه زده‌ای هستند و بسته به نوع آنها به عنوان یک گیاه کامل (ریشه، دانه و ساقه) مصرف می‌شوند. برای نمونه گفته می‌شود جوانه‌های بادام، کدو تنبل و بادام زمینی هنگام برداشت قبل از رشد ریشه، طعم مطلوبی دارند.
جوانه‌ها به‌طور قانونی تعریف شده‌اند، و به دلیل خطر نسبتاً زیاد آلودگی میکروبی در مقایسه با سایر سبزی‌ها، مقررات اضافی در مورد تولید و بازاریابی آنها دارند. تولیدکنندگان علاقه‌مند به تولید جوانه برای فروش باید از خطرات و اقدامات احتیاطی خلاصه شده در نشریه FDA «راهنما برای صنعت: کاهش خطرات ایمنی مواد غذایی میکروبی برای دانه‌های جوانه زده» (FDA 1999) آگاهی داشته باشند.

## کاشت
رشد میکروسبزها نسبتاً آسان است. بسیاری از تولیدکنندگان کوچک در حیاط خانه خود سبزیجات را تولید و آنها را در بازارهای کشاورزان یا رستوران‌ها می‌فروشند. آنها را معمولاً در یک ظرف پلاستیک کوتاه با سوراخ‌های زهکشی شده قرار می‌دهند تا تازه بمانند و به این ترتیب می‌توان تولید ریزسبزی‌ها را در اندازه کوچک آغاز و انجام داد. رشد و بازاریابی ریزسبزی‌های با کیفیت بالا به صورت تجاری بسیار دشوارتر است. برای رشد ریزسبزی‌ها لزوماً به نور مصنوعی نیاز نیست. دلیل این امر این است که ریزسبزی‌ها می‌توانند در شرایط مختلف نوری از جمله در زیر نور طبیعی غیرمستقیم رشد کنند و حتی در تاریکی کامل هم می‌توانند رشد کنند. اگر چه شرایط مختلف نوری می‌تواند طعم ریزسبزی‌های در حال رشد را تغییر دهد. برای نمونه ریزسبزی‌های ذرت وقتی در تاریکی رشد می‌کنند شیرین هستند، اما به دلیل فرایندهای فتوسنتز صورت گرفته در گیاهان جوانه‌زده وقتی که در معرض نور قرار می‌گیرند تلخ می‌شوند.
گیاهان خانواده بادنجانیان مانند سیب زمینی، گوجه فرنگی، بادمجان و فلفل نباید به عنوان ریزسبزی‌ها رشد و مصرف شوند، زیرا جوانه‌های این گیاهان سمی می‌باشند. جوانه‌های گیاهان بادنجانیان حاوی آلکالوئیدهای سمی مانند سولانین و تروپان است که می‌تواند مشکلات نامطبوعی را در سیستم هضم و سیستم عصبی ایجاد کند.

## تحلیل مواد مغذی

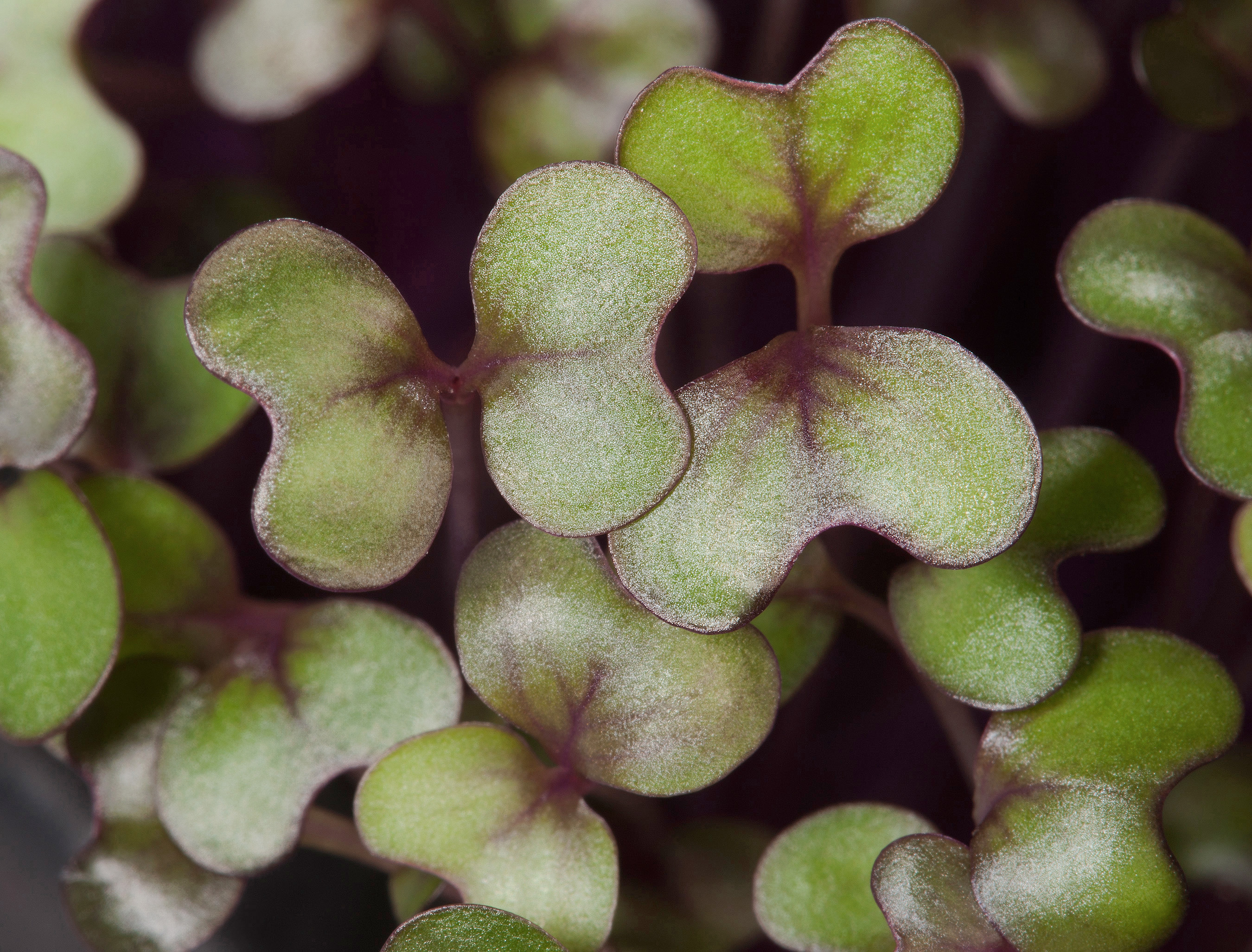
دانشمندان ARS مواد مغذی اصلی را در بیست و پنج رقم مختلف از ریز سبزها تجزیه و تحلیل کردند و دریافتند که میکروسبزهای کلم قرمز (که در اینجا نشان داده شده است) بیشترین غلظت ویتامین C را دارند و این ریزسبزی‌ها مغذی فقط ده روز پس از کاشت آماده برداشت هستند.

پژوهشگران سرویس پژوهشی کشاورزی USDA، از اوایل سال ۲۰۱۴، پژوهش‌های زیادی را منتشر کرده‌اند که مواد مغذی و ماندگاری ریزسبزی‌ها را مشخص می‌کند. ۲۵ گونه آزمایش شده و مواد مغذی اصلی اندازه‌گیری شدند: اسید اسکوربیک (ویتامین C)، توکوفرول (ویتامین E)، فیلوکینون (ویتامین K) و بتاکاروتن (پیش ساز ویتامین آ)، به علاوه سایر کاروتنوئیدهای مرتبط در لپه‌ها.
در میان ۲۵ میکروسبز آزمایش شده، کلم قرمز، گشنیز، گارنت آمارانت و ترب سفید به ترتیب بیشترین غلظت ویتامین C، کاروتنوئیدها، ویتامین K و ویتامین E را داشتند. به‌طور کلی، میکروسبزها حاوی مقادیر قابل توجه بیشتری (حدود پنج برابر) به نسبت گیاهان بالغشان از ویتامین‌ها و کاروتنوئیدها بودند. این نشان می‌دهد که اگر چه ماندگانی ریزسبزها پایین است ولی ارائه آنها وقتی که تازه هستند به مشتری به دردسرهایش می‌ارزد.
یک مطالعه تغذیه‌ای در مورد ریزسبزی‌ها در تابستان سال ۲۰۱۲ به دست گروه تغذیه و دانش غذایی در دانشگاه مریلند انجام شد که نشان‌دهنده این است که ریزسبزی‌ها در مقایسه با سبزیجات بالغ دارای ارزش غذایی خاصی هستند. بهیمو پاتیل، استاد باغبانی و مدیر مرکز بهبود سبزیجات و میوه‌ها در دانشگاه A&M تگزاس معتقد است که ریزسبزی‌ها به‌طور بالقوه ممکن است از مواد مغذی بالاتری نسبت به سبزیجات بالغ برخوردار باشند. اما او می‌گوید که برای مقایسه این دو در کنار هم باید مطالعات بیشتری انجام شود. پاتیل می‌گوید: «این شروع بسیار خوبی است، اما بسته به محل رشد، زمان برداشت و محیط خاک، می‌توان تنوع زیادی در مواد مغذی ایجاد کرد.» پژوهشگران هنگام انتخاب ریزسبزی‌ها به دنبال آنهایی هستند که پررنگ‌تر بوده و مواد مغذی مقوی‌تری در آنها باشد.
نتایج پروژه تحقیقاتی ریزسبزی‌های دانشگاه مریلند و USDA مورد توجه چندین رسانه ملی از جمله رادیو عمومی ملی (NPR) و هافینگتون پست قرار گرفته است.

## مقایسه ریزسبزی‌ها با جوانه‌ها
جوانه‌ها بذرهای جوانه زده یا تا حدی جوانه زده هستند. جوانه از دانه، ریشه، ساقه تشکیل شده است، در حالی که میکروسبزها بدون ریشه برداشت می‌شوند.
ریز سبزه‌ها در مقایسه با جوانه‌ها عطر و طعم قوی تری دارند و در شکل گسترده‌ای از شکل، بافت و رنگ برگ وجود دارد.
میکروسبزها در خاک یا موادی مانند خاک مانند پیت ماس رشد می‌کنند. میکروسبزها به نور زیاد، ترجیحاً نور خورشید طبیعی با رطوبت کم و گردش هوا مناسب نیاز دارند. میکروسبزها در مقایسه با فرآوری جوانه با تراکم بذر بسیار کم کاشته می‌شوند. زمان برداشت به‌طور کلی برای اکثر انواع یک تا دو هفته است، اگرچه بعضی از آنها ممکن است چهار تا شش هفته طول بکشد. میکروسبزها وقتی که برگها کاملاً منبسط شوند آماده برداشت هستند. برداشت معمولاً با برش قیچی درست در بالای سطح خاک، به استثنای هرگونه ریشه انجام می‌شود. برخی از تولیدکنندگان آنها را در حالی که هنوز رشد می‌کنند می‌فروشند، ریشه در سینی‌های رشد دارند تا بعداً برش داده شوند. این سینی‌های میکروسبز پس از حذف از محیط رشد، باید به سرعت مورد استفاده قرار گیرند، در غیر این صورت به سرعت شروع به کشیده شدن و از بین رفتن رنگ و طعم می‌کنند.
دانه‌های جوانه را معمولاً به مدت هشت ساعت در آب خیس کرده و سپس آبکش می‌کنند. تراکم بالای بذر در داخل تجهیزات جوانه زنی یا ظروف محصور قرار می‌گیرد. بذر به دلیل سطح رطوبت و رطوبت بالا که در محفظه‌ها حفظ می‌شود به سرعت جوانه می‌زند. بذرها را می‌توان در کیسه‌های پارچه ای که مرتباً در آب خیس می‌شوند نیز جوانه زد. روند جوانه زدن در شرایط تاریک یا نور بسیار کم اتفاق می‌افتد. این شرایط تاریک، مرطوب و شلوغ برای تکثیر سریع باکتری‌های بیماریزا خطرناک ایده‌آل است. پس از چند روز خیساندن و شستشوی مکرر در آب (چندین بار در روز برای به حداقل رساندن فساد)، فرآوری کامل شده و جوانه‌ها آماده مصرف هستند.
شرایطی که برای میکروسبزهای مناسب رشد مناسب است، رشد پاتوژن‌های خطرناک را ترغیب نمی‌کند. این روش‌های رشد برای تولید جوانه‌ها مثر نیست.
با این وجود، ممکن است به دلیل تعدیل عملیات رشد گیاهان در محیط داخلی که در آنها تراکم بیش از حد بذر، شدت نور کم، گردش هوا کم یا معمولاً فقدان GAP (روشهای خوب کشاورزی) و روشهای ایمنی مواد غذایی مبتنی بر GMP (روشهای خوب تولید). برخی از مفاد راهنمای صنعت: کاهش خطرات ایمنی مواد غذایی میکروبی برای بذرهای جوانه زده ممکن است برای تولیدکنندگان ریز گیاهان مفید و محتاطانه باشد. همچنین، همه گیاهان به دلیل مسمومیت نمی‌توانند به عنوان میکروسبز رشد کنند. به عنوان مثال، گیاهان شب بو (بادمجان، گوجه فرنگی، سیب زمینی، فلفل و غیره) نباید به عنوان جوانه میکروسبز رشد کنند، زیرا جوانه شب بو سمی است.

## حمل و نقل ذخیره‌سازی و تجاری
ریزسبزی‌ها ماندگاری کوتاهی دارند و در حال حاضر مطالعاتی دربارهٔ روش‌های بهتر برای ذخیره‌سازی و انتقال ریزسبزی‌ها در حال انجام است که در این زمان بیشتر تمرکز بر گندم سیاه است. ریزسبزی‌های تجاری اغلب در ظروف پلاستیکی تاشو ذخیره می‌شوند که میزان مناسبی از اکسیژن و دی‌اکسید کربن برای تنفس سبزیجات زنده ایجاد نمی‌کنند. همان‌طور که گفته شد، میکروگرین یا ریز سبزها از طول عمر کوتاهی برخوردار هستند. از همین جهت نگهداری آن‌ها از اهمیت بیشتری دارد. به‌طوری‌که اگر شما به‌درستی این کار را انجام ندهید؛ محصول فاسد و خراب می‌شود.
ال‌ئی‌دی‌ها این امکان را برای ما فراهم می‌کنند که بتوانیم تأثیرات طول موجهای نور را بر رشد نهال‌ها مطالعه کنیم. این فرضیه موجود است که کاروتنوئید زاگزانتین در واقع گیرنده نور آبی در فیزیولوژی گیاه است. یک مطالعه برای اندازه‌گیری تأثیر نور آبی با موج کوتاه بر ترکیبات فیتوشیمیایی، که به کیفیت مغذی بودن جوانه‌های ریزسبزی کلم بروکلی منتقل می‌شود در حال انجام است. ریزسبزی‌های کلم بروکلی با استفاده از پدهای در حال رشد در یک محیط کنترل شده زیر LED قرار گرفتند. نور آبی با خاموش و روشن شدن مداوم نقش اساسی در افزایش ترکیبات مهم فیتوشیمیایی مؤثر بر ارزش غذایی ریز سبزهای کلم داشت.